# Distretto di Haeundae
Haeundae (Hangŭl: 해운대구; Hanja: 海雲臺區) è un distretto di Busan. Ha una superficie di 51,44 km² e una popolazione di 423.167 abitanti al 2007.